# Ansaldo San Giorgio 4E-29
L'Ansaldo San Giorgio 4E-29 è stato un motore aeronautico a 12 cilindri a V di 60° raffreddato a liquido, prodotto dall'azienda italiana Ansaldo dagli inizi degli anni venti.

## Velivoli utilizzatori
Italia
- SIAI S.19[1]